# Libertad 1
Libertad 1 – pierwszy kolumbijski sztuczny satelita. Jest to satelita radioamatorski, zbudowany przez studentów Universidad Sergio Arboleda w Bogocie.
Na orbitę wyniosła go rakieta Dniepr 17 kwietnia 2007 roku z kosmodromu Bajkonur w Kazachstanie. Razem z Libertad 1 poleciało też 13 innych małych satelitów z różnych krajów i instytucji.
Libertad 1 to satelita typu CubeSat w kształcie sześcianu o boku 10 cm i masie 1 kg. Jego budowa trwała dwa lata. Satelita został wyposażony w nadajnik i odbiornik. Sygnały z satelity odbierało kilka stacji naziemnych z całego świata. Przesyłał dane identyfikacyjne oraz telemetryczne, np. status operacyjny, temperaturę ścianek zewnętrznych, wartości napięć prądu. Umożliwiał także określenie pozycji względem Słońca i Ziemi oraz przetestowanie konstrukcji i podzespołów pod kątem przyszłych misji satelitarnych. Łącznie przesłał ponad 11 tysięcy pakietów danych. Działał aż do wyczerpania baterii, co nastąpiło w ciągu niecałych 30 dni od wejścia na orbitę.
W oparciu o doświadczenie nabyte w tej misji Universidad Sergio Arboleda buduje drugiego satelitę o nazwie Libertad 2.